# اسپارکیل (نیویورک)
اسپارکیل (به انگلیسی: Sparkill) یک منطقهٔ مسکونی در ایالات متحده آمریکا است که در نیویورک واقع شده‌است. اسپارکیل ۰٫۸۵۱ کیلومتر مربع مساحت و ۱٬۵۶۵ نفر جمعیت دارد.